# Frances Weintraub Lax
Frances Weintraub Lax (* 5. Oktober 1895 in New York City, New York als Frances Weintraub; † 6. Mai 1975 in Santa Monica, Kalifornien) war eine US-amerikanische Filmschauspielerin.

## Leben
Frances Weintraub Lax wurde 1895 geboren. Ihr Ehemann war Avram Lax. Über ihr frühes Leben ist wenig bekannt. Ihr Debüt als Fernsehschauspielerin hatte die zu diesem Zeitpunkt bereits 60-jährige Darstellerin im Jahr 1955 in der Fernsehserie The Colgate Comedy Hour. 1957 hatte sie ihre erste Filmrolle in der Komödie Der "Held" von Brooklyn an der Seite von Jerry Lewis, mit dem sie später noch zwei weitere Filme drehte. In Billy Wilders oscarprämiertem Filmklassiker Das Appartement verkörperte sie 1960 die Vermieterin von Jack Lemmons Hauptfigur. Ihre letzte Filmrolle hatte sie 1968 in Funny Girl an der Seite von Barbra Streisand.

## Filmografie
- 1955: The Colgate Comedy Hour (Fernsehserie, Folge 6x07)
- 1956: Playhouse 90 (Fernsehserie, Folge 1x03)
- 1957: Der "Held" von Brooklyn (The Delicate Delinquent)
- 1959: Startime (Fernsehserie, Folge 1x02)
- 1960: Das Appartement (The Apartment)
- 1960: The Law and Mr. Jones (Fernsehserie, Folge 1x08)
- 1962: Heute Abend Dick Powell (The Dick Powell Show, Fernsehserie, Folge 2x02)
- 1965: Das Familienjuwel (The Family Jewels)
- 1966: Drei auf einer Couch (Three on a Couch)
- 1968: Funny Girl